# Nealcidion bicristatum
Nealcidion bicristatum là một loài bọ cánh cứng trong họ Cerambycidae.